# El ceptre d'Ottokar
El ceptre d'Ottokar és el vuitè àlbum de Les aventures de Tintín i Milú creat per Hergé el 1939.

## Argument
Tintín viatja aquest cop cap a un país imaginari: Sildàvia. Allí roben un ceptre que és necessari perquè el dia de San Vladimir el rei sildau pugui continuar regnant. Tintín s'assabenta que és el país enemic de Bordúria qui l'ha robat per a poder envair-los i el recupera, convertint-se en un heroi nacional. La història del conflicte Sildàvia - Bordúria guarda certa similitud amb conflictes de l'època a Europa.